# 병태의 감격시대
"병태의 감격시대"(Byeong-Tae's Impressive Days)는 한국에서 제작된 이두용 감독의 1975년 코미디 영화이다. 추송웅 등이 주연으로 출연하였고 곽정환 등이 제작에 참여하였다.

## 출연

### 주연
- 추송웅
- 김수아
- 임예심
- 김문주

## 기타
- 조명: 조동포